# Перша ліга Хорватії з футболу
Перша футбольна ліга (хорв. Prva nogometna liga, також Prva NL) — футбольна ліга в Хорватії, друга за силою після Футбольної ліги. Ліга утворена у 1991 році після розпуску Другої футбольної ліги Югославії. Змагання ліги проводяться під патронатом Хорватського футбольного союзу.

## Формат
В період сезону 2001-02 та сезону 2005-06, ліга була розділена на два підрозділи: Північну хорватську другу футбольну лігу та Південну хорватський другу лігу по дванадцять команд в кожній. З початком сезону 2006-07 створена єдина Друга хорватська футбольна ліга (Druga hrvatska nogometna liga, також Druga HNL, 2.HNL), в якій стали брати участь 16 команд з усієї країни. Клуби, що зайняли 15 і 16 місце, опускались в один з регіональних підрозділів Третьої ліги. 2022 року була перейменована на Першу лігу.

## Чемпіони

### Регіональні ліги (1992—1998)
| Сезон   | Група               | Переможець групи        | Клуби, що пройшли до Першої ліги |
| ------- | ------------------- | ----------------------- | --- |
| 1992    | Північ (6 клубів)   | Радник (Велика Гориця)  | Радник (Велика Гориця) Сегеста Беліще Пазинка                                                                                             |
| 1992    | Південь (8 клубів)  | Приморац (Стобреч)      | Радник (Велика Гориця) Сегеста Беліще Пазинка                                                                                             |
| 1992    | Захід (4 клуби)     | Пазинка                 | Радник (Велика Гориця) Сегеста Беліще Пазинка                                                                                             |
| 1992-93 | Північ (16 клубів)  | Дубрава (Загреб)        | Дубрава (Загреб) Приморац (Стобреч) |
| 1992-93 | Південь (16 клубів) | Приморац (Стобреч)      | Дубрава (Загреб) Приморац (Стобреч) |
| 1993-94 | Північ (16 клубів)  | Марсонія                | Марсонія Неретва |
| 1993-94 | Південь (16 клубів) | Неретва                 | Марсонія Неретва |
| 1994-95 | Північ (16 клубів)  | Славонія (Пожега)       | Славонія (Пожега) Орієнт 1919 Младост 127 (Сухополє) Ускок (Кліс) Дубровник Хрватскі Драговоляц                                           |
| 1994-95 | Південь (17 клубів) | Ускок (Кліс)            | Славонія (Пожега) Орієнт 1919 Младост 127 (Сухополє) Ускок (Кліс) Дубровник Хрватскі Драговоляц                                           |
| 1994-95 | Захід (19 клубів)   | Хрватскі Драговоляц     | Славонія (Пожега) Орієнт 1919 Младост 127 (Сухополє) Ускок (Кліс) Дубровник Хрватскі Драговоляц                                           |
| 1995-96 | Північ (16 клубів)  | Славен Белупо           | Славен Белупо Олімпія (Осієк) Граничар (Джурджевац) Чаковець Юнак (Синь) Мосор Самобор Понікве Загорець (Крапина) Напредак (Велика Млака) |
| 1995-96 | Південь (16 клубів) | Юнак (Синь)             | Славен Белупо Олімпія (Осієк) Граничар (Джурджевац) Чаковець Юнак (Синь) Мосор Самобор Понікве Загорець (Крапина) Напредак (Велика Млака) |
| 1995-96 | Захід (18 клубів)   | Самобор                 | Славен Белупо Олімпія (Осієк) Граничар (Джурджевац) Чаковець Юнак (Синь) Мосор Самобор Понікве Загорець (Крапина) Напредак (Велика Млака) |
| 1996-97 | Центр (16 клубів)   | Лучко                   | — |
| 1996-97 | Схід (16 клубів)    | Кроація (Даково)        | — |
| 1996-97 | Північ (16 клубів)  | Будучност (Ходошан)     | — |
| 1996-97 | Південь (19 клубів) | Спліт                   | — |
| 1996-97 | Захід (16 клубів)   | Ядран (Пореч)           | — |
| 1997-98 | Центр (17 клубів)   | Сегеста                 | Цибалія |
| 1997-98 | Схід (16 клубів)    | Цибалія                 | Цибалія |
| 1997-98 | Північ (16 клубів)  | Чаковець                | Цибалія |
| 1997-98 | Південь (17 клубів) | Спліт (футбольний клуб) | Цибалія |
| 1997-98 | Захід (16 клубів)   | Ядран Пореч             | Цибалія |

### Єдина Друга ліга (1998—2001)
| Сезон   | Чемпіон      | Також пройшли до Першої ліги                                                |
| ------- | ------------ | --------------------------------------------------------------------------- |
| 1998–99 | Вуковар '91  | Істра 1961 (2-ге місце)                                                     |
| 1999–00 | Марсонія     | Чаковець (2-ге місце)                                                       |
| 2000–01 | Камен Інград | Помораць (Кострена) (2-ге місце) Задар (4-те місце) Тополоваць (5-те місця) |

### Дві групи (2001–2006)
| Сезон   | Група Північ | Група Південь    | Пройшли до Першої ліги    |
| ------- | ------------ | ---------------- | ------------------------- |
| 2001–02 | Вуковар '91  | Істра 1961       | —                         |
| 2002–03 | Марсонія     | Інтер (Запрешич) | Марсонія Інтер (Запрешич) |
| 2003–04 | Меджимур'є   | Пула 1856        | Меджимур'є Пула 1856      |
| 2004–05 | Цибалія      | Новалія          | Цибалія                   |
| 2005–06 | Беліще       | Шибеник          | Шибеник                   |

### Єдина Друга ліга (2006–2022)
| Сезон   | Кількість клубів | Чемпіон                | Пройшли до Першої ліги                                                           | Найкращий бомбардир | Голів |
| ------- | ---------------- | ---------------------- | -------------------------------------------------------------------------------- | ------------------- | ----- |
| 2006–07 | 16 клубів        | Інтер (Запрешич)       | Інтер (Запрешич) Задар                                                           | Здравко Попович     | 30    |
| 2007–08 | 16 клубів        | Кроація Сесвете        | Кроація Сесвете                                                                  | Маріян Маруна       | 19    |
| 2008–09 | 16 клубів        | Істра 1961             | Істра 1961 Карловац (2-ге місце) Локомотива (3-тє місце) Меджимур'є (5-те місце) | Маріян Вука         | 19    |
| 2009–10 | 14 клубів        | Спліт                  | Спліт Хрватскі Драговоляц (3-тє місце)                                           | Романо Обилинович   | 17    |
| 2010–11 | 16 клубів        | Гориця (Велика Гориця) | Лучко (2-ге місце)                                                               | Хрвоє Токич         | 19    |
| 2011–12 | 15 клубів        | Дугополє               | —                                                                                | Ален Гуч            | 16    |
| 2012–13 | 16 клубів        | Хрватскі Драговоляц    | Хрватскі Драговоляц                                                              | Дражен Пилчич       | 18    |
| 2013–14 | 12 клубів        | Загреб                 | Загреб                                                                           | Ілія Несторовскі    | 20    |
| 2014–15 | 12 клубів        | Інтер (Запрешич)       | Інтер (Запрешич)                                                                 | Ілія Несторовскі    | 24    |
| 2015–16 | 12 клубів        | Цибалія                | Цибалія                                                                          | Фране Витаїч        | 15    |
| 2016–17 | 12 клубів        | Рудеш                  | Рудеш                                                                            | Беньямін Татар      | 13    |
| 2017–18 | 12 клубів        | Гориця (Велика Гориця) | Гориця (Велика Гориця)                                                           | Домагой Дрожджек    | 16    |
| 2018–19 | 14 клубів        | Вараждин               | Вараждин                                                                         | Леон Бенко          | 21    |
| 2019–20 | 16 клубів        | Шибеник                | Шибеник                                                                          | Мійо Сабич          | 12    |
| 2020–21 | 18 клубів        | Хрватскі Драговоляц    | Хрватскі Драговоляц                                                              | Марко Дабро         | 30    |
| 2021–22 | 16 клубів        | Вараждин               | Вараждин                                                                         | Іван Дурдов         | 13    |

### Єдина Перша ліга (2022–)
| Сезон   | Кількість клубів | Чемпіон      | Пройшли до Футбольної ліги | Найкращий бомбардир | Голів |
| ------- | ---------------- | ------------ | -------------------------- | ------------------- | ----- |
| 2022–23 | 12 клубів        | Рудеш        | Рудеш                      | Івор Любанович      | 14    |
| 2023–24 | 12 клубів        | Шибеник      | Шибеник                    | Домінік Доган       | 23    |
| 2024–25 | 12 клубів        | Вуковар 1991 | Вуковар 1991               | Айдин Муягич        | 15    |